# 铃木奈央
铃木奈央（日语：／ Suzuki Nao，1997年2月9日—），静冈县富士市出身，日本女子自行车运动员。她曾代表日本参加2018年亚洲运动会自行车比赛，获得女子团体追逐赛铜牌。